# Sfinții închisorilor
Sfinții închisorilor reprezintă o sintagmă, cu caracter metaforic, ce se referă (în prezent) la unii dintre deținuții politici de religie creștin-ortodoxă, care au demonstrat un devotament religios deosebit de zelos în fața torturii și a represiunii statului (sau, altfel spus, au decedat afirmându-și în mod activ credința), în timpul perioadei de detenție petrecută în universul concentraționar comunist din România, constituit după modelul sovietic de penitenciar (Gulag). Expresia se referă, astfel, la foști prizonieri politici decedați în perioada 1948–1964, care a fost cea mai violente perioadă a regimului comunist. Cu referire la același subiect, pe lângă termenul de sfinți, se mai folosesc expresii precum martiri sau mărturisitori. Printre oameni cu o mare forță spirituală din rândul deținuților politici care au decedat în închisorile României comuniste se află însă și reprezentanți ai cultelor romano-catolic sau greco-catolic.
În prezent, în cultul Bisericii Ortodoxe Române există o formă de cinstire colectivă a celor desemnați prin respectiva sintagmă. Există însă și intenția ca unii dintre cei desemnați drept „sfinți ai închisorilor” să fie, urmându-se exemplul pus în practică de către Biserica Ortodoxă Rusă, înscriși în calendarul bisericesc cu titlul de „noi mucenici”. Acest demers este subiect de campanie publică (susținută de grupări religioase de dreapta, intelectualii creștini și unele segmente ale clerului) dar și de controversă, deoarece printre subiecții campaniei respective se găsesc, în mod majoritar, personaje cu profil nedemocratic, simpatizante ale Mișcării Legionare și cultivate de site-urile pro-legionare. Trecutul istoric dificil, în acest caz, a devenit politizat, ritualizat și manipulat prin mass-media și prin alte mijloace de reprezentare publică, existând temerea că valorizarea din punct de vedere religios a „sfinților închisorilor” devine un mijloc prin care valorile extremei drepte pot să intre în viața de zi cu zi.

## Context

### Intern
Începând cu anii 2000, de când narativul anticomunist a devenit trendul dominant, victimele comunismului au beneficiat de o atenție din ce în ce mai mare. Contextul este unul, în care, există o preocupare predominentă a societății postcomuniste cu referire la efectele regimului comunist, față de preocuparea aflată în raport cu efectele regimului de extremă dreaptă, anterior acestuia.
Au existat unii oameni, cu o mare forță spirituală, în rândul deținuților politici care au decedat în închisorile României comuniste. Acești deținuți au avut capacitatea de a îndura  suferințe de neimaginat, cu seninătate, reușind concomitent să aducă mângâiere și altora dintre cei aflați în închisoare. Cu referire la ei, a fost folosită sintagma de „sfinți ai închisorilor”, perspectiva asupra lor fiind variabilă: de la adevărați martiri creștini, până la mistici fanatici.
Există, în România, precedentul onorării ca martiri prin beatificare de către Biserica Catolică a: monseniorului Vladimir Ghika, a episcopilor romano-catolici Anton Durcovici și János Scheffler și a celor uniți Vasile Aftenie, Valeriu Traian Frențiu, Ioan Suciu, Ioan Bălan, Alexandru Rusu, Tit Liviu Chinezu și Iuliu Hossu.

### Extern
Biserica Ortodoxă Rusă a canonizat un număr semnificativ de sfinți martiri și mărturisitori ai perioadei comuniste. De asemenea, în calendarul bisericesc ortodox rus, în duminica cea mai apropiată de 25 ianuarie, stil vechi, a fost stabilită o zi obștească de pomenire a noilor mucenici și mărturisitori din Gulagul sovietic. Reperul a fost ales ținându-se cont de ziua, în care, în anul 1918 a fost martirizat de către bolșevici mitropolitul septuagenar Vladimir al Kievului și Galiției.
Afiliată Patriarhiei Ruse, în anul 2021, Mitropolia Chișinăului și a întregii Moldove a creat o comisie de canonizare a sfinților basarabeni, demersul fiind susținut, cel puțin declarativ, de mitropolitul Vladimir Cantarean. Lista acestora include și deținuți care au murit în închisorile din România.
Fenomenul „sfinților închisorilor” are reprezentanți și în alte țări, precum în Serbia, Slovacia sau Croația. Se pot constata în aceste state, legături controversate ale unor personalități propuse pentru canonizare, (episcopii Nikolaj Velimirović din Serbia, Ján Vojtaššák din Slovacia și arhiepiscopul Aloysius Stepinac din Croația) cu antisemitismul sau cu nazismul.

## Evoluția în România
Este de remarcat că, modul în care reprezentanții bisericii interpretează dogmele și stabilesc practicile religioase imprimă girul autorității religiei oficiale, în ce privește religia trăită de către credincioși. Acestora li se adaugă purtători de cuvânt ai instituției bisericii, ghizi în cadrul pelerinajelor, istorici, scriitori, filosofi și jurnaliști, care, în mod practic au caracterul de vehicule purtătoare ale religiei oficiale, către societate și influențează modul în care religia este trăită la nivelul acesteia.

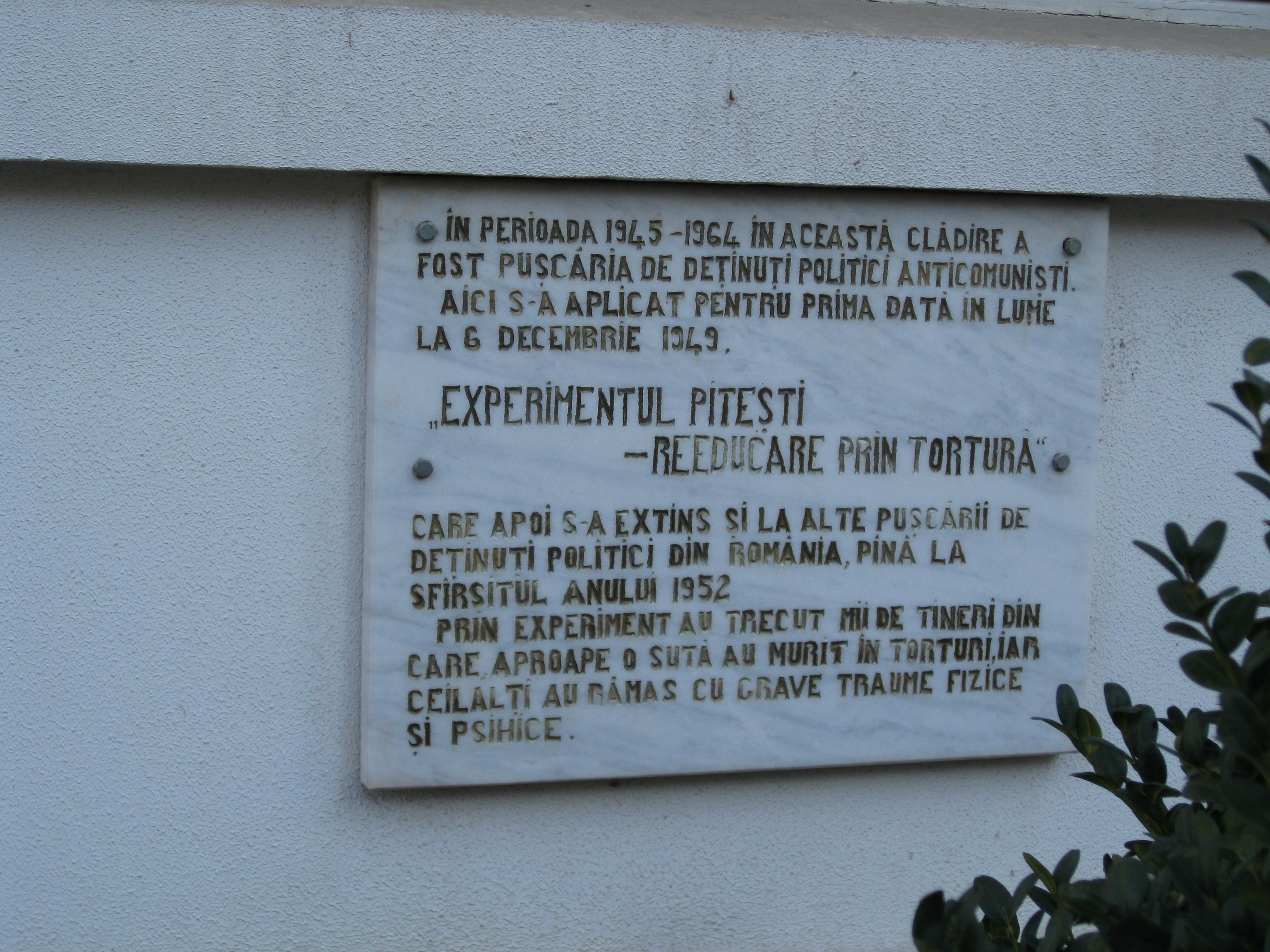
Placă memorială amintind de reeducarea inițiată la Pitești și extinsă apoi în alte centre de detenție politică, plasată la intrarea în fosta închisoare

Deținuții de religie creștin-ortodoxă, care, în perspectivă teologică au suferit sau au murit în închisorile românești drept mucenici sau mărturisitori pentru religia lor sunt considerați sfinți și cinstiți ca atare, de cei care au evlavie față de ei, colectiv sau individual, dar până în prezent nu au fost canonizați de către Biserica Ortodoxă Română.
| “ | [...] pentru fericiții întru adormire eroii, ostașii și luptătorii români, din toate timpurile și din toate locurile, care s-au jertfit pe câmpurile de luptă, în lagăre și în închisori pentru apărarea patriei și a credinței ortodoxe strămoșești, pentru întregirea neamului, pentru libertatea și demnitatea poporului român. | ” |
| — În timpul Sfintei Liturghii, cei care au suferit pentru credință în perioada comunistă sunt comemorați sau cinstiți permanent de Biserică Ortodoxă din România, prin pomenire | |   |

Cu toate acestea, în cultul Bisericii Ortodoxe Române există pe moment o formă de cinstire colectivă a acestora și de recunoaștere a jertfei lor pentru credință: ei sunt pomeniți în timpul liturghiei la ieșirea cu Sfintele Daruri (Vohodul Mare) și în slujbele de pomenire a eroilor. De asemenea, în fiecare an la data de 9 martie, atunci când se face pomenirea Sfinților 40 de Mucenici din Sevastia, deținuții politici anticomuniști sunt comemorați și ei. Mai mult, în fiecare dată de 14 mai sunt comemorați pe plan național martirii din temnițele comuniste. O cinstire amplă a fost adusă de Biserica Ortodoxă Română de altfel, în anul 2017, an declarat de Sfântul Sinod al acesteia drept „An comemorativ Justinian Patriarhul și al apărătorilor Ortodoxiei în timpul comunismului.” Acest ultim demers a încercat să evidențieze asuprirea bisericii sub comunism și lupta acesteia împotriva ateismului, într-un context, în care, a fost acuzată după momentul 1989, de coabitare cu regimul lui Nicolae Ceaușescu precum și de colaborare cu Departamentul Securității Statului.
În perioada dictaturii comuniste, legionarii au pozat drept sfinți ai închisorilor folosindu-se de teze religioase. După momentul 1989, odată apărute pe plan intern mișcări politice de tip extremist gen Noua Dreaptă sau Partidul România Mare a existat o mitizare a acestora, care, are legătură cu acțiunea de reinventare postbelică a fascismului românesc, acesta tinzând să se auto-prezinte drept anticomunist, într-un mod eroizant. De asemenea, această acțiune a survenit în contextul faptului că a devenit imposibil să se mai vorbească de fascism datorită Holocaustului, apărând astfel ideea că Legiunea a fost o mișcare religioasă (deși aceasta, în anii 1930, a fost de fapt o formațiune politică). Discursul legat de Legiune s-a orientat în consecință spre religie și spre sfinții închisorilor.
 Conform istoricului Roland Clark, la momentul arestării mulți dintre legionari erau studenți, care, de fapt nu ajunseseră să-i cunoscă pe Corneliu Zelea Codreanu și pe alți legionari din anii 1930 și la care legătura cu Legiunea istorică nu apucase să fie făcută. Confruntați cu realitatea comunismului, aceștia au cunoscut în mod practic Legiunea prin intermediul cărților în care Codreanu a scris depre misticism și despre Dumnezeu. Formându-se ca oameni religioși, arestații s-au întâlnit de abia în închisoare cu vechii legionari și cu partizanii lui Codreanu, la acel moment ei fiind deja formați într-un alt sens, separat față de cel al Legiunii istorice.

Tot conform istoricului Roland Clark, un factor favorizant al procesului de rebranding al fascismului românesc, ilustrat mai sus, a fost faptul că foștii legionari, în strădania lor de a se reinventa au găsit un refugiu sigur în instituția bisericii, foarte mulți ajungând în mănăstiri sau devenind chiar preoți. În contextul în care în perioada comunistă au fost arestați și mulți clerici, procesul de  „a deservit și celor care chiar au fost sfinți ai închisorilor comuniste”. În contextul dat însă, legionarii care s-au refugiat în instituția bisericii au adus cu ei acolo și relele lor fasciste.

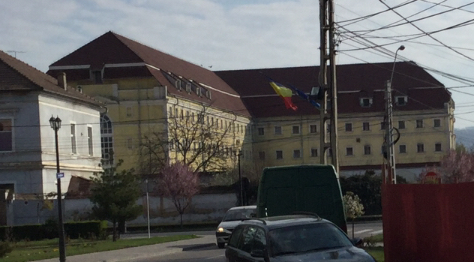
Penitenciarul cu regim de maximă siguranță din Aiud

În postcomunism deși au devenit obiect al unei evlavii populare, care, adună atât credincioși, cât și membri ai bisericii și ai societății civile, este decelabil că, venerația față de deținuții respectivi nu este una dezvoltată în mod natural, fiind mai curând efect al unei construcții, care, are drept consecință vehicularea unor valori diferite de cele promovate de către discursul democratic oficial. De asemenea, formularea discursului, despre aceștia, a servit la construcția retoricii anticomuniste.
În anul 2014, astfel, socioloaga Irina Stahl a emis opinia că, „sfinții închisorilor” sunt prinși „între devotamentul popular și politică”, iar un an mai târziu, socioloaga Monica Grigore avea să sublinieze, că, dezvoltarea cultului legat de aceștia nu s-a făcut de jos în sus, el fiind, mai degrabă încurajat, de purtătorii religiei oficiale.

### Campaniile de promovare a canonizărilor
Au fost demarate campanii publice care să încurajeze evlavia populară față de „sfinții închisorilor”, scopul fiind aducerea în atenția Sfântului Sinod al Bisericii Ortodoxe Române chestiunea, astfel încât să fie demarat și grăbit procesului de canonizare a acestora.
Campaniile menționate includ evenimentele publice, comemorări, conferințe, precum și publicarea de volume biografice, enciclopedice sau memorialistice referitoare la subiectul respectiv, sau referitoare la sfinții perioadei comuniste, în general. O parte dintre evenimente au avut girul unor ierarhi ortodocși români sau al Sfântului Sinod al Bisericii Ortodoxe Române. De asemenea, există ierarhi ortodocși, care, încurajează evlavia credincioșilor față de martirii perioadei comuniste, drept demers care să amplifice evalavia populară, unul dintre criteriiele sine qua non, luate în considerare în ce privește procesul de canonizare al unui sfânt. Este de remarcat, de asemenea, că au existat propuneri făcute de diverse persoane, în ce privește anumite zile de prăznuire a celor martirizați în temnițele comuniste, după cum le-au fost scrise acestora tropare, acatiste și rugăciuni sau li s-au alcătuit icoane.
Demersul de glorificare a foștilor prizonieri politici, în ce-i privește pe cei legionari este subiect de dispută între grupările naționaliste de dreapta și cei care se tem de resurecția ideologiei antisemite și a unei mișcări care să și-o asume (evidențiindu-se în acest sens, supraviețuitorii români ai Holocaustului, reprezentați în primul rând de Institutul Național pentru Studierea Holocaustului din România „Elie Wiesel”). Cazul foștilor legionari ilustrează, astfel, greutățile asociate cu necesitatea de a face o distincție clară între victime, eroi și ticăloși.

#### Punctul de vedere al promotorilor

Valeriu Gafencu, încarcerat la Aiud, a devenit exponentul principal la grupului „misticilor”, din închisoare

Pentru prima dată, termenul de „sfânt al închisorii” a fost folosit de Nicolae Steinhardt, cu referire la deținutul Valeriu Gafencu, în cartea sa memorialistică intitulată Jurnalul Fericirii, publicată în 1991. Din punctul de vedere al promotorilor campaniei, rezistența religioasă dovedită de subiecții represiunilor primează în fața convingerilor politice, revendicarea canonizării acestora având un fundament religios și mistic. 
Astfel, Gafencu, trimis la penitenciarul Aiud, a devenit membrul principal al unui grup de deținuți legionari, cunoscuți ca „mistici”, devotați în mod deplin unei credințe cu grad înalt de spiritualitate și complet nematerială. Imaginea de sfânt ilustrată de Steinhardt a fost confirmată de mărturiile scrise, ale altor prizonieri politici, iar conversia „misticilor” de la o ideologie extremistă, la un sistem religios pur spiritual de valori, a avut o influență pozitivă asupra altor deținuți, influență confirmată de autorități.
Experimentul de reeducare prin tortură de la Pitești, la rândul lui, după ce inițial a condus la un colaps moral debilitant  al deținuților supuși acestuia, s-a asociat ulterior cu resurecția și amplificarea umanității lor. Aceasta a fost descrisă drept o mântuire miraculoasă, în care forțele răului au fost învinse în lupta dintre dezumanizare și martiriu. Creditat ca învingător într-o astfel de luptă a fost Gheorghe Calciu-Dumitreasa, care, asemeni altora supuși scenariului de la Pitești, a găsit ulterior iertarea și mântuirea în viața spirituală din cadrul clerului.
Există un nou tip de narațiune a trecutului național, care, a început să fie promovată, fiind preluată și popularizată de mass-media și care, are în centru ideea martiriului, a suferinței și a religiei. Pe de altă parte, narativul hiperbolizant promovat, despre mǎrturisitori (martiri), scoate în evidență viața creștină exemplară a acestora, unii dintre ei fiind creditați ca făcând minuni, chiar și după moarte. Implicarea acestora alături de Garda de Fier este însă rar sau aproape deloc discutată, iar atunci când are loc, promotorii „sfinților închisorilor” susțin că Mișcarea Legionară a fost mai curând un fenomen creștin indigen, în primul rând spiritual, în întregime patriotic și nu a reprezentat o organizație fascistă. Mai mult, a apărut tendința de a fi făcute distincții în ce privește extrema dreaptă interbelică: cei care au urmărit scopuri politice ar fi păcătoși, în timp ce cei care au fost atrași de mesajul religios și de practicile asociate acestuia pot fi considerați eroi, iar suferința din închisorile comuniste le-a spălat acestora, păcatele.
„Sfinții închisorilor” sunt invocați, în calitate de modele opozabile societății actuale cu caracter consumerist și egoist, la cârma căreia se află politicieni corupți (este de remarcat însă că însuși fascismul românesc a avut la bază cumva această problemă, a corupției de stat, primul motiv care ar fi putut fi invocat de către cei care au devenit legionari, ca motiv de a se încadra respectivei mișcări, fiind chiar aceasta). Mai mult, fenomenului reprezentat de „sfinții închisorilor” i s-a asociat, în anii 2000, resurecția cultului morților, cu referire la presupusa descoperire a rămășițelor victimelor torturate la Pitești , Gherla  și Aiud (niciodată îngropate corespunzător). Interesul opiniei publice, în ce privește miracolele supranaturale a fost stârnit și amplificat de mass-media. Aceasta a preluat și distribuit relatări ale unor preoți, credincioși și cercetători implicați în exhumări, care, au emis opinii precum cea că resturile dezgropate au caracter de relicve sfinte și puteri curative. În timp, pelerinajele în astfel de locuri au indicat creșterea de popularitate, a cultului aflat în cauză.
Pentru canonizarea foștilor deținuți au pledat până în prezent (2020), în principal, asociații civice de factură conservatoare-religioasă, precum Fundația Sfinții Ȋnchisorilor, Fundația Creștină Arsenie Boca, Fundația Profesor George Manu (sprijinită de publicația sa Permanențe) și Asociația Rost (care are o editură și publică un buletin informativ), unii intelectuali (autoasumați ca fiind creștini) adunați în grupul Aeropag, condus de scriitorul și teologul Danion Vasile, precum și segmente ale clerului. Unul dintre clericii cu o largă autoritate, care, au militat pentru recunoașterea sfinților închisorilor a fost Iustin Pârvu, ctitor al mănăstirii Petru Vodă, închinată acestora.
De la mijlocul anilor 2000, nivelul de coordonare și de persistență al campaniei de adunare a dovezilor necesare demonstrării că există candidați credibili pentru canonizare, dusă de fundații  și de grupul Aeropag, a crescut.

#### Punctul de vedere al opozanților

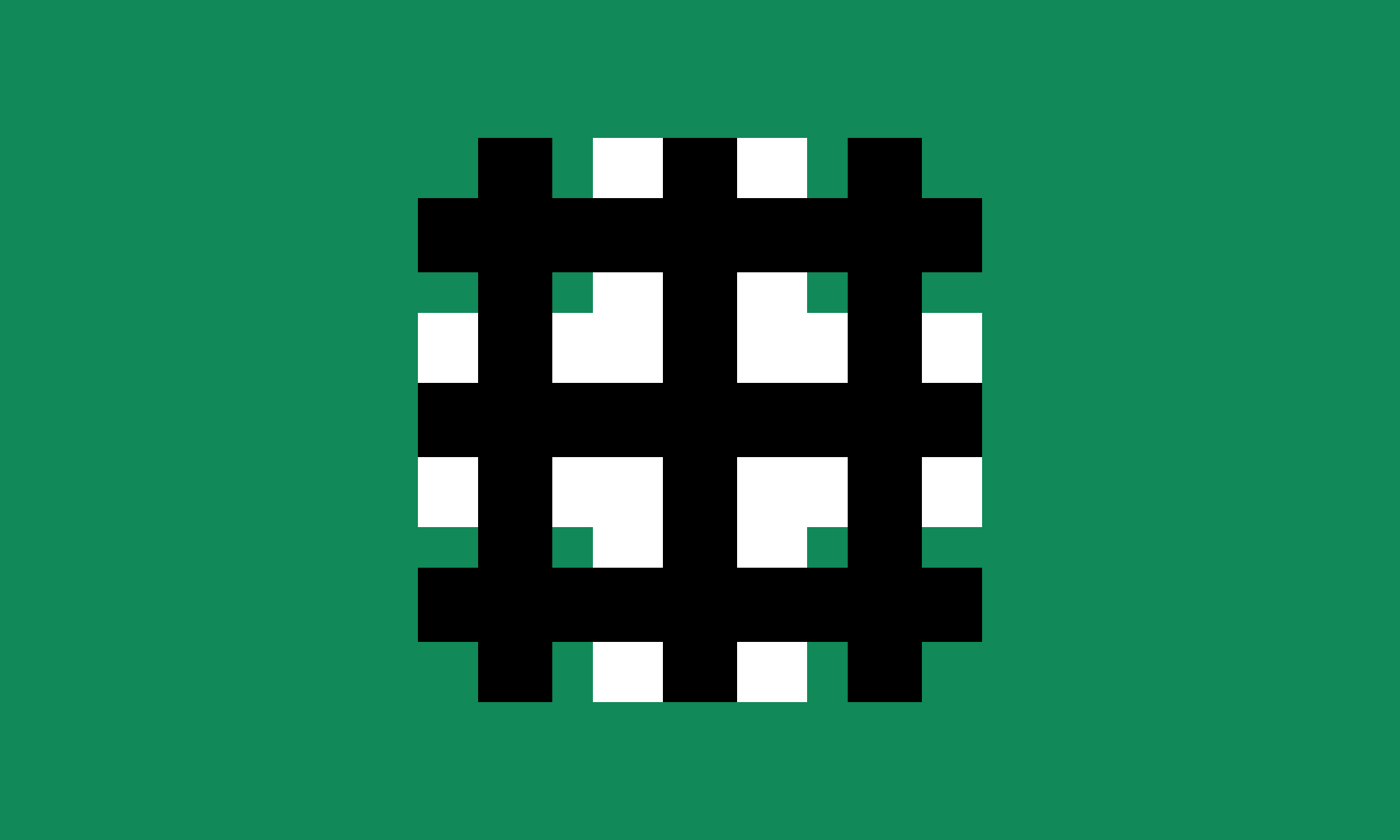
Simpatizanții din prezent ai ideilor legionare se numără printre cei incriminați că ar favoriza, din interes propriu, cultul sfinților închisorilor.

Conform istoricului Adrian Cioflâncă, acest cult al „sfinților închisorilor”, care, există în prezent, a ajuns să beneficieze de o campanie intensă de promovare, derulată de grupuri ortodoxiste, de oameni care scot bani din promovarea acestora și de multe grupuri neolegionare. Această campanie este însă, conform istoricului menționat, o formă de codare culturală a manifestărilor pro-legionare. În sprijinul afirmațiilor sale, Cioflâncă a adus argumentul că printre „sfinții închisorilor”, promovați de campania incriminată, se găsesc în mod majoritar personaje cu profil nedemocratic, simpatizante ale Mișcării Legionare și cultivate de site-urile pro-legionare. Remarcându-se prin concepții legionare, respectiv naționaliste radicale de dreapta, ele au fost supuse represaliilor și au ajuns în prezent să fie preamărite ca martiri creștini.
Este de remarcat că, politica de remediere a statului român față de fostele victime ale represiunii comuniste i-a exclus, până în prezent, pe foștii prizonieri politici legionari, iar legislația actuală interzice afișarea publică a oricăror simboluri legate de Mișcarea Legionară, în calitatea acesteia de organizație fascistă și criminală.
Conform profesorului Alexandru Florian, reînvierea memoriei unor persoane precum cele cu caracter de lideri, în cadrul mișcărilor fasciste (aflate de partea celor care au pierdut Al Doilea Război Mondial), se face în baza revendicării unor contribuții presupus mobilizatoare ale acestora, din punctul de vedere al unei viziuni național-creștine cu caracter moral și rol politic. Promovarea lor, în calitate de modele, este făcută printr-o simbolistică pozitivă, uitându-se în mod voit trăsăturile negative ale persoanelor aflate în cauză. Sunt avansate, astfel, numai trăsături ce pot compune imagini prestigioase, rolul acestora fiind de a servi legitimării promotorilor lor, care, aspiră la un rol social sau politic.
Respectivele modele promovate de actorii sociali aparțin însă, în mod practic antimodelelor, contribuțiile lor cu caracter mobilizator fiind, în fapt, incompatibile cu perspectivele valide ale unei societăți cu caracter democratic.
Sprijinirea mișcării „sfinții închisorilor” s-a constituit astfel, pentru extrema dreaptă actuală din România, într-un mijloc de normalizare în cadrul societății a mesajelor de intoleranță pe care, în fapt această extremă politică le susține. În context, antreprenorii memoriei legionare promovează, prin această modalitate, ideea că Legiunea a fost o mișcare de martiri naționali.

### Disputa privitoare la sintagmă
În mod majoritar, sintagma „sfinții închisorilor” este utilizată în dezbaterile publice cu referire la cei care au suferit pentru credința creștină în închisorile comuniste. Această folosire include însă și categorii de persoane, care, au murit ca și eroi ori martiri în universul penitenciar comunist, la care nu este clar dacă mucenicia lor a fost în sensul religios al cuvântului, sau în sensul unor idei politice, morale sau de alt fel.
Mai mult, este în mod special promovată de către simpatizanții din prezent ai ideologiei legionare și ai Gărzii de Fier, asimilarea legionarilor în victime (uneori ucise în mod brutal), ale represiunii regimului autoritar al lui Carol al II-lea al României, cu „sfinții închisorilor”, curentul respectiv find vizibil în mediul online.

### Poziția oficială a Bisericii Ortodoxe Române
Poziția bisericii este una dificilă, în raport cu amestecul reprezentat de justul demers reparator referitor la victimele represiunii comuniste, memoria istorică a evenimentelor interbelice, revendicările de factură religioasă ale diverse organizații ale societății civile, intelectualilor și segmentelor clerului care, încearcă de mai mulți ani să determine Sfântul Sinod să canonizeze pe cei cunoscuți prin sintagma de sfinți ai închisorilor și necesitatea de a respecta legislația, care, echivalează legionarismul cu fascismul și îi incriminează ideologia și susținătorii.
Pe de altă parte, începând din anul 2017, instituția bisericii ortodoxe încearcă să consolideze un narativ, în cadrul căruia își definește opoziția față de comunism drept o luptă de apărare a ortodoxiei față de relele ateismului. Conform acestui narativ, una dintre cele două forțe principale care au contribuit semnificativ la cauza bisericii, în perioada comunistă, este sacrificiul de sine și devotamentul celor care au fost persecutați de autoritățile comuniste pentru credința lor religioasă (echivalată cu ortodoxia), cea de-a doua forță fiind figura patriarhului Justinian Marina (recunoscut ca și lider incontestabil al acestui demers).

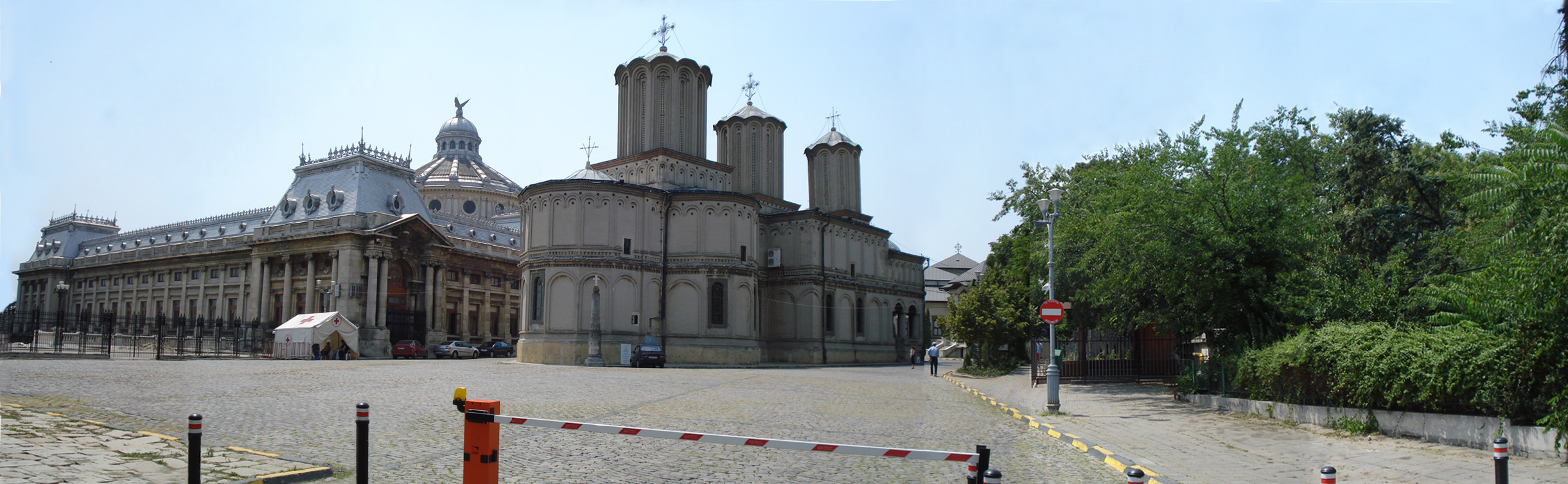
Imagine a Dealului Mitropoliei din București, sediul Patriarhiei Române

Nu există până în prezent, o proslăvire oficială a sfinților perioadei comuniste. Conform unor date din anul 2017, printre motive se află faptul că de la obținerea autocefaliei de către Biserica națională, aceasta a canonizat un număr foarte mic de sfinți născuți sau care au trăit pe teritoriul său canonic. Mai mult concentrarea în ce privește canonizarea s-a făcut asupra sfinților cei mai cunoscuți, precum și asupra sfinților de la începutul bisericii, în ordine cronologică, procesul ajungând deocamdată, doar la nivelul secolului al XIX-lea. O declarație oficială, în acest sens, a fost făcută de către purtătorul de cuvânt al Patriarhiei Române în anul 2013, care, a afirmat și că nu este în practica Bisericii Ortodoxe să se grăbească, procesul referitori la cei care au suferit în închisorile comuniste necesitând clarificări pentru a intra în atenția Sfântului Sinod, precum și respectarea unor criterii generale, făcute publice, încă din anul 2003.
În anul 2017, Patriarhul Daniel a acordat cea mai înaltă distincție conferită  de către biserică (Crucea Patriarhală) la șapte foști deținuți politici, aceștia reprezentând conform Patriarhului, „o categorie specială” de mǎrturisitori, într-o epocă în care, mulți alegeau credința în locul propriei lor siguranțe. La baza acestei onorări, a stat ideea că rezistența la comunism a fost motivată, cu predilecție, de opoziția față de ateism, narațiune mult timp avansată de cei care îi promoveză pe „sfinții închisorilor”. În acest context, onorarea oficială în cauză poate fi considerată o victorie a acestora, mai ales dat fiind că, trei dintre cei șapte deținuți sunt cunoscuți ca având de timpuriu, legături cu Garda de Fier. Totuși, deși actualmente Biserica Ortodoxă Română face demersuri asidue pentru a-și restabili reputația și popularitatea, ea a dovedit o prudență considerabilă în ce privește reacția sa, adresată celor care susțin canonizarea deținuților, nefiind dispusă să fie asociată în vreun fel, unei ideologii extremiste. Există însă și opinia că, disputa legată de canonizare tinde să fie capitalizată de biserică, pentru a o folosi la recâștigarea propriei popularități.
Într-un alt comunicat de presă din anul 2019, Patriarhia Română a adus lămuriri suplimentare referitoare la subiect. Astfel, a fost precizat că la baza canonizării de sfinți nu stau criterii precum rațiuni politice sau patriotice, procesul de canonizare fiind, în concepția Patriarhiei Române, unul care impune certificarea dovezii „dreptei credințe și a sfințeniei vieții celui propus spre canonizare”, precum și a dovezii „faptului că evlavia populară față de acesta nu este una superficială și efemeră, ci una profundă și îndelungată sau perenă, verificată în timp.” Mai mult, Sfântul Sinod a precizat în clar: „canonizarea de sfinți să nu se facă sub presiune de moment asupra Sfântului Sinod sau în grabă”.